# Nederlandse kampioenschappen schaatsen afstanden 2012 - 1000 meter mannen
De 1000 meter mannen op de Nederlandse kampioenschappen schaatsen afstanden 2012 werd gehouden op zaterdag 5 november 2011 in ijsstadion Thialf te Heerenveen, er namen 24 mannen deel.
Titelverdediger was Simon Kuipers die de titel pakte tijdens de NK afstanden 2011. Er waren vijf startplaatsen te verdienen voor de wereldbeker schaatsen 2011/2012, Kjeld Nuis (tweede plaats WK afstanden 2011) en Stefan Groothuis (derde plaats WK afstanden 2011) hadden een beschermde status.

## Statistieken

### Uitslag
| #      | Schaatser            | Ploeg                    | Tijd       |
| ------ | -------------------- | ------------------------ | ---------- |
| Goud   | Stefan Groothuis     | Control                  | 1.08,68    |
| Zilver | Sjoerd de Vries      | APPM                     | 1.09,15    |
| Brons  | Kjeld Nuis           | Control                  | 1.09,50    |
| 4      | Michel Mulder        | APPM                     | 1.09,57    |
| 5      | Pim Schipper         | Control                  | 1.09,75    |
| 6      | Mark Tuitert         | Control                  | 1.09,79    |
| 7      | Lars Elgersma        | Team CBA                 | 1.09,80    |
| 8      | Ronald Mulder        | Control                  | 1.09,95    |
| 9      | Rhian Ket            | Team Hart                | 1.10,02    |
| 10     | Maurice Vriend       | Jong Oranje              | 1.10,73 PR |
| 11     | Remco Olde Heuvel    | TVM                      | 1.10,76    |
| 12     | Simon Kuipers        | TVM                      | 1.10,77    |
| 13     | Thomas Krol          | Jong Oranje              | 1.11,16 PR |
| 14     | Jan Smeekens         | Control                  | 1.11,44    |
| 15     | Lucas van Alphen     | 1nP                      | 1.11,66 PR |
| 16     | Jesper van Veen      | Gewest ZH                | 1.11,67    |
| 17     | Karsten van Zeijl    | Gewest Friesland         | 1.11,87 PR |
| 18     | Lieuwe Mulder        | Gewest NH/U              | 1.11,98 PR |
| 19     | Jesper Hospes        | APPM                     | 1.12,16    |
| 20     | Kai Verbij           | Jong Oranje              | 1.12,29 PR |
| 21     | Aron Romeijn         | Gewest NH/U              | 1.12,38    |
| 22     | Rens Boekhoff        | Gewest NH/U              | 1.12,41    |
| 23     | Wietse van der Heide | Top Team Noord-Nederland | 1.13,23    |
| —      | Hein Otterspeer      | APPM                     | DSQ        |

### Loting
| Rit | Binnenbaan           | Buitenbaan        |
| --- | -------------------- | ----------------- |
| 1   | Kai Verbij           | Lieuwe Mulder     |
| 2   | Wietse van der Heide | Karsten van Zeijl |
| 3   | Aron Romeijn         | Lucas van Alphen  |
| 4   | Jesper Hospes        | Maurice Vriend    |
| 5   | Thomas Krol          | Pim Schipper      |
| 6   | Michel Mulder        | Rhian Ket         |
| 7   | Remco Olde Heuvel    | Rens Boekhoff     |
| 8   | Jesper van Veen      | Jan Smeekens      |
| 9   | Sjoerd de Vries      | Stefan Groothuis  |
| 10  | Ronald Mulder        | Lars Elgersma     |
| 11  | Simon Kuipers        | Kjeld Nuis        |
| 12  | Mark Tuitert         | Hein Otterspeer   |

1987 · 
1988 · 
1989 · 
1990 · 
1991 · 
1992 · 
1993 · 
1994 · 
1995 · 
1996 · 
1997 · 
1998 · 
1999 · 
2000 · 
2001 · 
2002 · 
2003 · 
2004 · 
2005 · 
2006 · 
2007 · 
2008 · 
2009 · 
2010 · 
2011 · 
2012 · 
2013 · 
2014 · 
2015 · 
2016 · 
2017 · 
2018 · 
2019 · 
2020 · 
2021 · 
2022 · 
2023 · 
2024 · 
2025